# Haftbefehl
Haftbefehl, pseudonimo di Aykut Anhan (Offenbach am Main, 16 dicembre 1985), è un rapper e produttore discografico tedesco di origini curde.
Haftbefehl è traducibile in italiano con "Mandato di Arresto".

## Biografia
Anhan è nato a Offenbach, da padre di origini curde e madre turca di Giresun. Secondo le sue dichiarazioni, ha lasciato la scuola senza prendere il diploma ed è fuggito a Istanbul per evitare una condanna per frode nel 2006. Successivamente si è trasferito in Olanda, vivendo tra Amsterdam e Arnhem. In questo periodo ha scritto i suoi primi testi. Dopo il suo ritorno a Offenbach ha cominciato la sua formazione come meccanico, ma ha lasciato dopo tre settimane. In seguito ha cominciato a gestire un centro di scommesse e a registrare i suoi primi pezzi. Nel 2016 è diventato padre.
È il fratello maggiore del rapper Capo.

## Carriera
Quando il proprietario dell'etichetta Echte Musik sente i pezzi di Haftbefehl, si convince del suo talento e lo mette sotto contratto. Compare così sulla compilation dell'etichetta intitolata Kapitel 1: Zeit für was Echtes e ottiene visibilità con le sue partecipazioni sulla compilation La Connexion, oltre che con collaborazioni con Kollegah.
Il 29 ottobre 2010 pubblica il suo primo lavoro solista Azzlack Stereotyp, che arriva alla 59ª posizione nella classifica tedesca. Dopo la chiusura della Echte Musik, Haftbefehl fonda la propria casa discografica, la Azzlack, con cui mette sotto contratto vari rapper di Francoforte.
Nella primavera 2012 pubblica il suo secondo album, Kanackiş, che raggiunge la top ten degli album in Germania e include la partecipazione di artisti quali Jan Delay e Sido. Nello stesso anno, in occasione del quindicesimo anniversario della morte di The Notorious B.I.G., pubblica su Splash! Magazine un mixtape dal titolo The Notorious HAFT.
Nel 2013, il singolo Chabos wissen wer der Babo ist (tratto dall'album Blockplatine) rimane nelle classifiche tedesche per 8 settimane.
A settembre dello stesso anno, il rapper firma con Universal Music e nel 2014 pubblica il disco Russisch Roulette, che vede anche una collaborazione con il rapper francese Kaaris (sul brano Haram Para). L'album è considerato un classico del rap tedesco.

## Discografia
Album in studio
- 2010 - Azzlack Stereotyp
- 2012 - Kanackiş
- 2013 - Blockplatin
- 2014 - Russisch Roulette
- 2016 - Der Holland Job (con Xatar)
- 2020 - Das weiße Album
- 2021 - Das schwarze Album
- 2022 - Mainpark Baby

Mixtape
- 2012 - The Notorious H.A.F.T.
- 2015 - Unzensiert

EP
- 2013 - Azzlack Kommandant